# Астана (международный финансовый центр)
Международный финансовый центр «Астана» (МФЦА) —  финансовый центр, расположенный в Астане, Казахстан. Официально открыт 5 июля 2018 года.
Конституционный закон «О Международном финансовом центре “Астана”», принятый 7 декабря 2015 года, предоставляет правовую основу для работы МФЦА, а также благоприятные условия деятельности для его участников.
Международный финансовый центр «Астана» широко признан как финансовый институт и хаб в регионе Центральной Азии и Восточной Европы.
Официальным языком в юрисдикции МФЦА является английский язык.

## История
Нурсултан Назарбаев представил национальный план «100 конкретных шагов» для реализации пяти институциональных реформ, необходимых для достижения Казахстаном амбициозной цели по вхождению в 30 наиболее развитых стран мира к 2050 году. В качестве части плана на базе инфраструктуры международной специализированной выставки «ЭКСПО-2017» был создан МФЦА с особым правовым статусом.
МФЦА является частью финансовой инфраструктуры инициативы «Пояс и Путь». Он укрепляет финансовые связи между Центральной Азией, Китаем, Россией и Ближним Востоком. 
К концу июня 2025 года в МФЦА было зарегистрировано более 4 000 компаний из 85 стран мира, включая крупные финансовые компании, поставщиков услуг, криптобиржи, венчурные компании и региональные банки развития. Частью экосистемы МФЦА уже стали такие известные компании, как KPMG, EY, PwC, Deloitte, Binance, Bybit, Most Ventures, Amicorp, China Construction Bank Corporation и China Development Bank.
Международный финансовый центр «Астана» постепенно развился в крупную площадку не только для Казахстана, но и всего региона, став хабом для финансов и инвестиций. В частности, согласно последнему Глобальному индексу финансовых центров (GFCI) 37, МФЦА занял первое место в Восточной Европе и Центральной Азии.
Кроме того, центр стал лидером региона в Глобальном индексе зеленых финансов (GGFI) 12. 

## Органы МФЦА

### Совет по управлению МФЦА
Это высший орган управления центром, который возглавляет Президент Казахстана и в который входят лидеры крупнейших международных финансовых компаний. Главными целями Совета являются определение стратегических направлений развития МФЦА и поддержка благоприятных условий для становления МФЦА в качестве лидирующего финансового центра. Стратегия развития МФЦА была утверждена Советом во время его первого заседания 26 мая 2016 года. 

### Администрация МФЦА
Администрация МФЦА была создана 28 декабря 2015 года. Она отвечает за реализацию всех стратегических планов, продвижение МФЦА на глобальном рынке и привлечение участников к работе в финцентре.

### Astana International Exchange
Биржа Astana International Exchange (AIX) была основана в 2017 году как часть инфраструктуры МФЦА для развития рынка частного капитала и долгового рынка в Казахстане и Центральной Азии. Деятельность AIX регулируется Комитетом МФЦА по регулированию финансовых услуг, независимым регулятором в рамках финцентра. Акционерами биржи являются МФЦА, Шанхайская фондовая биржа, Фонд Шелкового Пути и биржа NASDAQ, которая предоставляет торговую платформу AIX.

### Astana Financial Services Authority
Astana Financial Services Authority (AFSA), или Комитет по регулированию финансовых услуг, является независимым регулятором МФЦА. Орган был создан в соответствии с Конституционным законом РК «О Международном финансовом центре "Астана"» для регулирования финансовых услуг и связанной с ними деятельности в рамках центра.
Целью Комитета МФЦА является содействие бизнесу путем поддержки безопасности и надежности финансовой системы МФЦА и обеспечение справедливости, эффективности и прозрачности финансовых рынков в МФЦА. В сферу регулирования Комитета МФЦА входят финансовые и рыночные услуги в области банковского дела, страхования, рынков капитала, исламского финансирования, финансовых технологий, а также вспомогательные услуги.

### Суд и Международный арбитражный центр
По аналогии с Международными коммерческими судами Дубая, Катара и Сингапура, Суд МФЦА предлагает судебную систему на основе общего английского права для разрешение гражданских и коммерческих споров. В его зону ответственности входят юридические вопросы, связанные с МФЦА и работой в его юрисдикции, а также другие споры, в которых все вовлеченные стороны прямо выражают письменное согласие на использование юрисдикции Суда МФЦА.
С другой стороны, Международный арбитражный центр предлагает альтернативные инструменты, включая арбитраж, медиацию и другие. МАЦ разрешает споры при согласии всех участвующих сторон на использование арбитража. Его церемония открытия прошла в июле 2019 года во время конференции Astana Finance Days 2019 в Астане. 
AIFC Academy, или Академия МФЦА, — это образовательная площадка, сфокусированная на развитии человеческого капитала в финансовом секторе Казахстана. Она предлагает специализированные учебные программы и курсы по финансам, проектному менеджменту и праву. Также Академия формирует международную платформу для развития профессиональных навыков и компетенций, привлекая национальных и международных экспертов. 

## Приоритетные секторы

### Рынки капитала
МФЦА развивает партнерство с NASDAQ и Шанхайской фондовой биржей. Первая торговая сессия на бирже AIX стартовала 14 ноября 2018 года, дата была приурочена к 25-летию национальной валюты Казахстана — тенге.
К июлю 2025 года МФЦА позволил успешно привлечь в экономику Казахстана более 16,9 млрд долларов США, из них 8,9 млрд — портфельные инвестиции на бирже AIX и 8 млрд — инвестиции компаний-участников МФЦА.

### Зеленые финансы
МФЦА предлагает правовую среду для укрепления сектора зеленых финансов. В частности, был запущен Центр зеленых финансов для их развития и продвижения в Казахстане и соседних странах.
В 2023 году Центр верифицировал около 60% всех зеленых облигаций и займов в Казахстане. Он остается единственной организацией в Центральной Азии, имеющей аккредитацию International Capital Markets Association (ICMA) и Climate Bonds Initiative (CBI).

### Fintech Lab
FinTech Lab — это среда, в которой компании могут предлагать инновационные финансовые и RegTech-услуги, при этом не находясь в регулировании по полному набору стандартных нормативных требований.
Лаборатория позволяет:
- Компаниям, имеющим лицензию в иностранных юрисдикциях, выходить на региональные рынки с минимальными ресурсами и присутствием в МФЦА.
- Стартапам вести деятельность, регулируемую в МФЦА, через постепенную адаптацию к нормативным требованиям.
- Действующим и начинающим компаниям тестировать новые продукты и технологии на рынке с реальными клиентами[21].

### Исламские финансы
МФЦА предлагает правовую среду для сектора исламских финансов, включая банкинг и другие виды деятельности в соответствии с принципами Шариата.
В феврале 2024 года МФЦА расширил список финансовых услуг этого сектора для компаний-участников, которые они могут предлагать казахстанским клиентами. Теперь услуги по исламскому финансированию физическим и юрлицам в любой валюте могут предоставлять, помимо исламских банков и исламских страховых компаний, и исламские финансовые организации по потребительскому финансированию, рассрочке, исламскому лизингу и торговому финансированию.
До мая 2026 года МФЦА снизил минимальные требования по уставному капиталу для исламских банков и финансовых организаций, лицензированные регулятором МФЦА финансовые компании освобождены от уплаты КПН и НДС, в том числе исламские банковские, небанковские, исламские страховые и перестраховочные компании.
Инициативы МФЦА по исламским финансам позволили Казахстану войти в престижные рейтинги в этой сфере. Согласно Глобальному отчету по исламским финансам (GIFR), в 2022 году страна заняла 18 позицию, опередив Великобританию, США, Сингапур и Китай. Также Казахстана занял 14 позицию в Глобальном отчете по исламской экономике (GIEI).
Сейчас в МФЦА зарегистрированы несколько компаний, работающих в секторе исламского банкинга и финансирования, а также консалтинга и финтеха (Al Saqr Islamic Bank, Alif Islamic Bank, Kazakhstan Islamic Finance Company и другие).

### Управление активами
В МФЦА создана правовая среда для управления активами в разных форматах. Оно включает в себя, например, инструменты управления коллективными инвестициями, управления инвестициями, поддержки управления фондами, услуги по инвестиционному консалтингу и другие.
В настоящее время этот сектор показывает значительный рост. Объем активов под управлением (AUM) в МФЦА вырос на 82% с 585 млн долларов в начале 2023 года, достигнув рекордного уровня в 1 млрд долларов США к концу того же года. Количество зарегистрированных фондов увеличилось в 2023 году с 20 до 37. Объем активов инвестиционных фондов под управлением составил 616 млн долларов США.